# Herincse
Herincse (ukránul: Горінчово) település Ukrajnában, Kárpátalján, a Huszti járásban.

## Fekvése
Huszttól északkeletre, a Nagy-ág patak mellett, Berezna és Iza közt fekvő település.

## Története
Herincse kenézi telepítésű falu, melyet a Lipcsei földesurak: a Bilkei, Lipcsei, Bilkei Gorzó és Urmezei családok telepítettek Berezna, Ökörmező falvakkal együtt a 15. században. A herincsei kenézséget még Nagy Lajos király adta a bilkei vajdacsalád tagjainak telepítés céljából Lipcsével együtt. Herincse  és Lipcse a telepítés előtt néhány lakost számláló kis szláv vagy magyar telep lehetett. A falunak az idők során többnyire ugocsai és beregi magyar urak voltak birtokosai, lakói pedig ruszin jobbágyok.
Nevét 1350-ben említette először oklevél Zeleumezeu néven. 1403-ban Haryncha, 1412-ben Haryncha alio nomine Zeleumezew, 1460-ban Herinche, 1463-ban Herenchen, 1555-ben Herenczy néven írták.
1910-ben 4070 lakosából 60 magyar, 682 német, 3319 román volt. Ebből 3350 görögkatolikus, 702 izraelita volt. A trianoni békeszerződés előtt Máramaros vármegye Huszti járásához tartozott.